# Saint-Christophe-de-Double
Saint-Christophe-de-Double è un comune francese di 666 abitanti situato nel dipartimento della Gironda nella regione della Nuova Aquitania.

## Società

### Evoluzione demografica
Abitanti censiti